# Owas
OWAS (Ovako Working Posture Analysis System) – metoda analizy obciążenia statycznego.
Metoda analizy obciążenia statycznego metodą OWAS1 służy do oceny wielkości obciążenia statycznego na stanowiskach pracy. Metoda bierze pod uwagę obciążenie pochodzące od czterech czynników: pozycja pleców, położenie przedramion, praca nóg, wielkość obciążenia zewnętrznego, ale nie uwzględnia częstości zmiany pozycji oraz rytmu pracy.